# Torneo Intermedio 2025
El Torneo Intermedio 2025 fue el segundo certamen del 122.° Campeonato de Primera División del fútbol uruguayo organizado por la AUF. Se jugó entre el 23 de mayo y el 6 de julio de 2025.

## Sistema de disputa
Se disputó en dos series, A y B, las series ahora están conformadas de otra manera y, por ejemplo, el campeón del Apertura tendrá como ventaja evitar al segundo y tercero y sí jugar con el último como una manera de incentivo para el mejor de la primera parte del año.
De esta forma, la Serie A estuvo formada por el 1°, 4°, 5°, 8°, 9°, 12°, 13° y 16° del Torneo Apertura, mientras que la Serie B contó con el 2°, 3°, 6°, 7°, 10°, 11°, 14° y 15°.
El equipo que se corona campeón de este torneo, obtuvo el cupo de Uruguay 1 en la Copa Sudamericana 2025.

### Información general
Las fechas de fundación de los equipos y el palmarés de títulos y subtítulos son elementos declarados por los propios clubes implicados. Todos los datos estadísticos corresponden únicamente a los Campeonatos Uruguayos organizados por la Asociación Uruguaya de Fútbol, no se incluyen los torneos de la FUF de 1923 y 1924 ni el Torneo del Consejo Provisorio 1926 en las temporadas contadas.
| Equipo               | Ciudad                 | Estadio de localía            | Capacidad | Fundación                | Temporadas | Temp. Consecutivas | Títulos | Subtítulos | Indumentaria | 2024 |
| -------------------- | ---------------------- | ----------------------------- | --------- | ------------------------ | ---------- | ------------------ | ------- | ---------- | ------------ | ---- |
| Boston River         | Montevideo             | Campeones Olímpicos           | 5.124     | 20 de febrero de 1939    | 10         | 10                 | 0       | 0          | Kelme        | 3°   |
| Cerro                | Montevideo             | Monumental Luis Tróccoli      | 25.000    | 1 de diciembre de 1922   | 78         | 3                  | 0       | 1          | Mgr Sport    | 13°  |
| Cerro Largo          | Melo                   | Arq. Antonio Eleuterio Ubilla | 7.000     | 19 de noviembre de 2002  | 12         | 7                  | 0       | 0          | Concreto     | 5°   |
| Danubio              | Montevideo             | Jardines del Hipódromo        | 18.000    | 1 de marzo de 1932       | 75         | 4                  | 4       | 4          | Tiffosi      | 6°   |
| Defensor Sporting    | Montevideo             | Luis Franzini                 | 16.000    | 15 de marzo de 1913      | 98         | 4                  | 4       | 10         | Kelme        | 4°   |
| Juventud             | Las Piedras            | Juventud Parque Artigas       | 6.148     | 24 de diciembre de 1935  | 14         | 1                  | 0       | 0          | Macron       |      |
| Liverpool            | Montevideo             | Belvedere                     | 7.780     | 15 de febrero de 1915    | 84         | 11                 | 1       | 1          | Mgr Sport    | 12°  |
| Miramar Misiones     | Montevideo             | Parque Palermo                | 4.072     | 25 de junio de 1980      | 27         | 2                  | 0       | 0          | Mgr Sport    | 10°  |
| Montevideo City      | Montevideo             | Centenario                    | 60.235    | 26 de diciembre de 2007  | 6          | 1                  | 0       | 0          | Puma         |      |
| Montevideo Wanderers | Montevideo             | Parque Alfredo Víctor Viera   | 10.500    | 15 de agosto de 1902     | 109        | 26                 | 3       | 8          | Umbro        | 8°   |
| Nacional             | Montevideo             | Gran Parque Central           | 34.000    | 14 de mayo de 1899       | 121        | 121                | 49      | 46         | Umbro        | 2°   |
| Peñarol              | Montevideo             | Campeón del Siglo             | 40.700    | 28 de septiembre de 1891 | 120        | 98                 | 52      | 41         | Puma         | 1°   |
| Plaza Colonia        | Colonia del Sacramento | Juan Gaspar Prandi            | 3.000     | 22 de abril de 1917      | 14         | 1                  | 0       | 0          | Mgr Sport    |      |
| Progreso             | Montevideo             | Abraham Paladino              | 3.200     | 30 de abril de 1917      | 27         | 2                  | 1       | 0          | XU           | 11°  |
| Racing               | Montevideo             | Parque Osvaldo Roberto        | 5.400     | 6 de abril de 1919       | 56         | 3                  | 0       | 0          | Macron       | 7°   |
| River Plate          | Montevideo             | Parque Federico Omar Saroldi  | 6.500     | 11 de mayo de 1932       | 77         | 22                 | 0       | 1          | Mgr Sport    | 9°   |

Nota: Los datos estadísticos acerca de temporadas disputadas, títulos y subtítulos correspondientes al Club Atlético Peñarol incluyen la trayectoria del CURCC. Para más información, véase: Decanato en el fútbol uruguayo.

## Grupos
Los grupos se determinaron por la posición de los equipos en la tabla del Torneo Apertura. 
Serie A estará formada por el 1°, 4°, 5°, 8°, 9°, 12°, 13° y 16°, mientras que la Serie B contará con el 2°, 3°, 6°, 7°, 10°, 11°, 14° y 15°.
| A2025 | Serie A              | A2025 | Serie B          |
| ----- | -------------------- | ----- | ---------------- |
| 1.°   | Liverpool            | 2.°   | Nacional         |
| 4.°   | Peñarol              | 3.°   | Juventud         |
| 5.°   | Defensor Sporting    | 6.°   | Racing           |
| 8.°   | Cerro Largo          | 7.°   | Boston River     |
| 9.°   | Plaza Colonia        | 10.°  | Montevideo City  |
| 12.°  | Cerro                | 11.°  | Progreso         |
| 13.°  | Montevideo Wanderers | 14.°  | Danubio          |
| 16.°  | River Plate          | 15.°  | Miramar Misiones |

## Clasificación

#### Serie A
| Pos. | Equipo               | Pts. | PJ | G | E | P | GF | GC | Dif. |  |
| ---- | -------------------- | ---- | -- | - | - | - | -- | -- | ---- |  |
| 1    | Peñarol              | 16   | 7  | 5 | 1 | 1 | 15 | 5  | +10  |  |
| 2    | Defensor Sporting    | 14   | 7  | 4 | 2 | 1 | 12 | 10 | +2   |  |
| 3    | Montevideo Wanderers | 12   | 7  | 3 | 3 | 1 | 6  | 5  | +1   |  |
| 4    | Plaza Colonia        | 8    | 7  | 1 | 5 | 1 | 6  | 7  | −1   |  |
| 5    | Liverpool            | 8    | 7  | 2 | 2 | 3 | 10 | 12 | −2   |  |
| 6    | Cerro                | 8    | 7  | 2 | 2 | 3 | 7  | 9  | −2   |  |
| 7    | River Plate          | 5    | 7  | 1 | 2 | 4 | 6  | 10 | −4   |  |
| 8    | Cerro Largo          | 3    | 7  | 0 | 3 | 4 | 7  | 11 | −4   |  |

 Fuente: AUF
|  | Ganador de la Serie A y clasificado a la final del Torneo Intermedio. |

#### Serie B
| Pos. | Equipo           | Pts. | PJ | G | E | P | GF | GC | Dif. |  |
| ---- | ---------------- | ---- | -- | - | - | - | -- | -- | ---- |  |
| 1    | Nacional         | 21   | 7  | 7 | 0 | 0 | 16 | 6  | +10  |  |
| 2    | Juventud         | 15   | 7  | 5 | 0 | 2 | 14 | 11 | +3   |  |
| 3    | Racing           | 13   | 7  | 4 | 1 | 2 | 11 | 6  | +5   |  |
| 4    | Danubio          | 10   | 7  | 3 | 1 | 3 | 11 | 11 | 0    |  |
| 5    | Boston River     | 7    | 7  | 2 | 1 | 4 | 8  | 12 | −4   |  |
| 6    | Progreso         | 6    | 7  | 2 | 0 | 5 | 4  | 10 | −6   |  |
| 7    | Montevideo City  | 5    | 7  | 1 | 2 | 4 | 10 | 12 | −2   |  |
| 8    | Miramar Misiones | 4    | 7  | 1 | 1 | 5 | 2  | 8  | −6   |  |

 Fuente: AUF
|  | Ganador de la Serie B y clasificado a la final del Torneo Intermedio. |

### Tabla anual
| Pos. | Equipo               | Pts. | PJ | G  | E  | P  | GF | GC | Dif. |  |
| ---- | -------------------- | ---- | -- | -- | -- | -- | -- | -- | ---- |  |
| 1    | Nacional             | 49   | 22 | 16 | 4  | 2  | 51 | 22 | +29  |  |
| 2    | Juventud             | 45   | 22 | 14 | 3  | 5  | 37 | 27 | +10  |  |
| 3    | Peñarol              | 43   | 22 | 13 | 4  | 5  | 36 | 22 | +14  |  |
| 4    | Liverpool            | 40   | 22 | 11 | 7  | 4  | 32 | 21 | +11  |  |
| 5    | Defensor Sporting    | 38   | 22 | 11 | 5  | 6  | 29 | 22 | +7   |  |
| 6    | Racing               | 36   | 22 | 10 | 6  | 6  | 25 | 16 | +9   |  |
| 7    | Boston River         | 29   | 22 | 8  | 5  | 9  | 24 | 29 | −5   |  |
| 8    | Plaza Colonia        | 27   | 22 | 6  | 9  | 7  | 19 | 20 | −1   |  |
| 9    | Montevideo Wanderers | 24   | 22 | 5  | 9  | 8  | 18 | 22 | −4   |  |
| 10   | Cerro Largo          | 24   | 22 | 5  | 9  | 8  | 22 | 27 | −5   |  |
| 11   | Danubio              | 22   | 22 | 4  | 10 | 8  | 23 | 28 | −5   |  |
| 12   | Montevideo City      | 22   | 22 | 5  | 7  | 10 | 25 | 33 | −8   |  |
| 13   | Cerro                | 22   | 22 | 5  | 8  | 9  | 20 | 29 | −9   |  |
| 14   | Progreso             | 21   | 22 | 5  | 6  | 11 | 21 | 37 | −16  |  |
| 15   | Miramar Misiones     | 16   | 22 | 4  | 4  | 14 | 18 | 32 | −14  |  |
| 16   | River Plate          | 15   | 22 | 3  | 6  | 13 | 16 | 30 | −14  |  |

Actualizado a los partidos jugados el 30 de junio de 2025.
 Fuente: AUF
Criterios de clasificación: 1) puntos; 2) diferencia de goles; 3) número de goles marcados.
Notas:
1. ↑  A Nacional se le quitaron tres puntos (3) debido a incidentes ocasionados en la final del Torneo Intermedio 2025.
2. ↑  A Cerro se le quitó un punto (1) debido a incidentes ocasionados en su visita a Peñarol al estadio Campeón del Siglo por la fecha 13 del Torneo Apertura.

|  | En zona de clasificación a la Final del Campeonato Uruguayo 2025 y a la Fase de grupos de la Copa Libertadores 2026. |
|  | En zona de clasificación a la Fase de grupos de la Copa Libertadores 2026.                                           |
|  | En zona de clasificación a la Fase 2 de la Copa Libertadores 2026.                                                   |
|  | En zona de clasificación a la Copa Sudamericana 2026.                                                                |

## Fixture
- Los horarios corresponden al huso horario de Uruguay: (UTC-3).

| B | Racing               | 2:0 | Boston River           | Parque Roberto       | 23 de mayo | 15:00 |                  | Javier Burgos |
| B | Nacional             | 1:0 | Progreso               | Gran Parque Central  | 23 de mayo | 20:30 | Mathías De Armas |               |
| B | Juventud             | 3:2 | Montevideo City Torque | Parque Artigas       | 24 de mayo | 15:00 | Andrés Matonte   |               |
| A | Peñarol              | 2:0 | Plaza Colonia          | Campeón del Siglo    | 24 de mayo | 17:30 | Leodán González  |               |
| A | Defensor Sporting    | 3:2 | Cerro Largo            | Estadio Franzini     | 24 de mayo | 20:00 | Esteban Ostojich |               |
| B | Danubio              | 2:0 | Miramar Misiones       | Mincheff de Lazaroff | 25 de mayo | 11:00 | Kevin Fontes     |               |
| A | Liverpool            | 0:0 | Cerro                  | Estadio Belvedere    | 25 de mayo | 15:00 | Javier Feres     |               |
| A | Montevideo Wanderers | 1:0 | River Plate            | Parque Viera         | 25 de mayo | 17:30 | Gustavo Tejera   |               |

| Fecha 2 | Fecha 2                | Fecha 2   | Fecha 2              | Fecha 2             | Fecha 2    | Fecha 2 | Fecha 2          | Fecha 2        |
| Serie   | Local                  | Resultado | Visitante            | Estadio             | Fecha      | Hora    | Televisión       | Árbitro        |
| ------- | ---------------------- | --------- | -------------------- | ------------------- | ---------- | ------- | ---------------- | -------------- |
| B       | Progreso               | 0:1       | Danubio              | Parque Paladino     | 31 de mayo | 15:00   |                  | Bruno Sacarelo |
| A       | Plaza Colonia          | 1:1       | Liverpool            | Parque Prandi       | 31 de mayo | 17:30   | Gustavo Tejera   |                |
| B       | Miramar Misiones       | 0:1       | Racing               | Parque Palermo      | 31 de mayo | 20:00   | Mathías De Armas |                |
| A       | River Plate            | 1:2       | Defensor Sporting    | Parque Saroldi      | 1 de junio | 11:00   | Hernán Heras     |                |
| B       | Montevideo City Torque | 1:2       | Nacional             | Parque Viera        | 1 de junio | 15:00   | Javier Feres     |                |
| A       | Cerro Largo            | 1:1       | Peñarol              | Estadio Ubilla      | 1 de junio | 17:30   | Javier Burgos    |                |
| A       | Cerro                  | 1:2       | Montevideo Wanderers | Estadio Troccoli    | 1 de junio | 20:00   | Esteban Ostojich |                |
| B       | Boston River           | 3:2       | Juventud             | Campeones Olímpicos | 2 de junio | 19:00   | Federico Arman   |                |

| Fecha 3 | Fecha 3              | Fecha 3   | Fecha 3                | Fecha 3              | Fecha 3    | Fecha 3 | Fecha 3          | Fecha 3       |
| Serie   | Local                | Resultado | Visitante              | Estadio              | Fecha      | Hora    | Televisión       | Árbitro       |
| ------- | -------------------- | --------- | ---------------------- | -------------------- | ---------- | ------- | ---------------- | ------------- |
| A       | Cerro                | 1:0       | River Plate            | Estadio Troccoli     | 6 de junio | 19:00   |                  | Javier Burgos |
| A       | Liverpool            | 2:1       | Cerro Largo            | Estadio Belvedere    | 7 de junio | 11:00   | Mathías De Armas |               |
| B       | Danubio              | 3:2       | Montevideo City Torque | Mincheff de Lazaroff | 7 de junio | 15:00   | Esteban Ostojich |               |
| A       | Montevideo Wanderers | 1:1       | Plaza Colonia          | Parque Viera         | 7 de junio | 17:30   | Javier Feres     |               |
| A       | Peñarol              | 3:0       | Defensor Sporting      | Campeón del Siglo    | 7 de junio | 20:00   | Andrés Matonte   |               |
| B       | Progreso             | 1:0       | Miramar Misiones       | Parque Paladino      | 8 de junio | 11:00   | Anahí Fernández  |               |
| B       | Juventud             | 2:1       | Racing                 | Parque Artigas       | 8 de junio | 15:00   | Esteban Guerra   |               |
| B       | Nacional             | 2:1       | Boston River           | Gran Parque Central  | 8 de junio | 18:00   | Hernán Heras     |               |

| Fecha 4 | Fecha 4                | Fecha 4   | Fecha 4              | Fecha 4             | Fecha 4     | Fecha 4 | Fecha 4          | Fecha 4        |
| Serie   | Local                  | Resultado | Visitante            | Estadio             | Fecha       | Hora    | Televisión       | Árbitro        |
| ------- | ---------------------- | --------- | -------------------- | ------------------- | ----------- | ------- | ---------------- | -------------- |
| A       | Cerro Largo            | 0:0       | Montevideo Wanderers | Estadio Ubilla      | 12 de junio | 19:00   |                  | Santiago Motta |
| B       | Montevideo City Torque | 3:1       | Progreso             | Parque Viera        | 13 de junio | 16:00   | Hernán Heras     |                |
| A       | Plaza Colonia          | 2:2       | Cerro                | Parque Prandi       | 13 de junio | 18:00   | Daniel Rodríguez |                |
| B       | Miramar Misiones       | 0:1       | Juventud             | Parque Palermo      | 14 de junio | 11:00   | Javier Burgos    |                |
| B       | Boston River           | 1:1       | Danubio              | Campeones Olímpicos | 14 de junio | 14:30   | Mathias De Armas |                |
| B       | Racing                 | 1:2       | Nacional             | Parque Viera        | 14 de junio | 17:30   | Andrés Matonte   |                |
| A       | Defensor Sporting      | 4:2       | Liverpool            | Estadio Franzini    | 14 de junio | 20:00   | Esteban Ostojich |                |
| A       | River Plate            | 1:3       | Peñarol              | Parque Saroldi      | 15 de junio | 15:00   | Javier Feres     |                |

| Fecha 5 | Fecha 5                | Fecha 5   | Fecha 5           | Fecha 5              | Fecha 5     | Fecha 5 | Fecha 5            | Fecha 5       |
| Serie   | Local                  | Resultado | Visitante         | Estadio              | Fecha       | Hora    | Televisión         | Árbitro       |
| ------- | ---------------------- | --------- | ----------------- | -------------------- | ----------- | ------- | ------------------ | ------------- |
| A       | Montevideo Wanderers   | 0:0       | Defensor Sporting | Parque Viera         | 17 de junio | 20:00   |                    | Javier Burgos |
| B       | Danubio                | 1:2       | Racing            | Mincheff de Lazaroff | 18 de junio | 15:00   | Leandro Lasso      |               |
| B       | Montevideo City Torque | 0:0       | Miramar Misiones  | Parque Viera         | 18 de junio | 17:30   | Bruno Sacarelo     |               |
| B       | Nacional               | 4:1       | Juventud          | Gran Parque Central  | 18 de junio | 20:30   | Mathias de Armas   |               |
| A       | Cerro                  | 2:1       | Cerro Largo       | Estadio Troccoli     | 19 de junio | 10:15   | Anahí Fernández    |               |
| B       | Progreso               | 2:0       | Boston River      | Parque Paladino      | 19 de junio | 12:30   | Esteban Ostojich   |               |
| A       | Liverpool              | 3:2       | Peñarol           | Estadio Belvedere    | 19 de junio | 15:00   | Hernán Heras       |               |
| A       | Plaza Colonia          | 0:0       | River Plate       | Parque Prandi        | 19 de junio | 17:30   | Federico Modernell |               |

| Fecha 6 | Fecha 6           | Fecha 6   | Fecha 6                | Fecha 6             | Fecha 6     | Fecha 6 | Fecha 6          | Fecha 6          |
| Serie   | Local             | Resultado | Visitante              | Estadio             | Fecha       | Hora    | Televisión       | Árbitro          |
| ------- | ----------------- | --------- | ---------------------- | ------------------- | ----------- | ------- | ---------------- | ---------------- |
| B       | Juventud          | 3:1       | Danubio                | Parque Artigas      | 21 de junio | 14:00   |                  | Esteban Ostojich |
| B       | Miramar Misiones  | 0:2       | Nacional               | Silvestre Landoni   | 21 de junio | 16:30   | Hernán Heras     |                  |
| A       | River Plate       | 2:1       | Liverpool              | Parque Saroldi      | 22 de junio | 11:00   | Daniel Rodríguez |                  |
| B       | Racing            | 3:0       | Progreso               | Parque Roberto      | 22 de junio | 15:00   | Javier Burgos    |                  |
| A       | Peñarol           | 2:0       | Montevideo Wanderers   | Campeón del Siglo   | 22 de junio | 17:30   | Mathías De Armas |                  |
| A       | Defensor Sporting | 2:1       | Cerro                  | Estadio Franzini    | 22 de junio | 20:00   | Santiago Motta   |                  |
| B       | Boston River      | 2:1       | Montevideo City Torque | Campeones Olímpicos | 23 de junio | 18:00   | Leandro Lasso    |                  |
| A       | Cerro Largo       | 0:1       | Plaza Colonia          | Estadio Ubilla      | 23 de junio | 20:00   | Kevin Fontes     |                  |

| Fecha 7 | Fecha 7           | Fecha 7   | Fecha 7                | Fecha 7             | Fecha 7     | Fecha 7 | Fecha 7          | Fecha 7          |
| Serie   | Local             | Resultado | Visitante              | Estadio             | Fecha       | Hora    | Televisión       | Árbitro          |
| ------- | ----------------- | --------- | ---------------------- | ------------------- | ----------- | ------- | ---------------- | ---------------- |
| A       | Liverpool         | 1:2       | Montevideo Wanderers   | Estadio Belvedere   | 28 de junio | 12:00   |                  | Esteban Ostojich |
| A       | Peñarol           | 2:0       | Cerro                  | Campeón del Siglo   | 28 de junio | 15:00   | Andrés Matonte   |                  |
| A       | Defensor Sporting | 1:1       | Plaza Colonia          | Estadio Franzini    | 28 de junio | 15:00   | Hernán Heras     |                  |
| B       | Boston River      | 1:2       | Miramar Misiones       | Campeones Olímpicos | 28 de junio | 20:00   | Javier Feres     |                  |
| B       | Juventud          | 2:0       | Progreso               | Parque Artigas      | 29 de junio | 12:30   | Augusto Olmos    |                  |
| B       | Racing            | 1:1       | Montevideo City Torque | Parque Roberto      | 29 de junio | 15:00   | Santiago Motta   |                  |
| B       | Nacional          | 3:2       | Danubio                | Gran Parque Central | 29 de junio | 18:00   | Javier Burgos    |                  |
| A       | Cerro Largo       | 2:2       | River Plate            | Estadio Ubilla      | 30 de junio | 19:00   | Mathías De Armas |                  |

## Final
| 6 de julio de 2025 | Peñarol                                               | 0:0 (t. s.)(5:3 p.)        | Nacional                           | Estadio Centenario, Montevideo |                              |
| 15:00 (UTC-3)      |                                                       | Reporte                    |                                    | Árbitro(s): Esteban Ostojich   | Árbitro(s): Esteban Ostojich |
|                    |                                                       | Tiros desde el punto penal |                                    |                                |                              |
|                    | Terans · Fernández · Coelho · Muhlethaler · Umpiérrez |                            | Carneiro · Coates · Boggio · Mejía |                                |                              |

|                             |
|                             |
| Campeón Peñarol 1.er título |

## Goleadores
| Jugador             | Equipo    | Goles | Partidos | Prom. |
| ------------------- | --------- | ----- | -------- | ----- |
| Agustín Rodríguez   | Juventud  | 9     | 7        | 1.29  |
| Sebastián Fernández | Danubio   | 4     | 7        | 0.57  |
| Nico López          | Nacional  | 4     | 7        | 0.57  |
| Abel Hernández      | Liverpool | 4     | 7        | 0.57  |
| Gonzalo Petit       | Nacional  | 3     | 7        | 0.43  |

## Asistencias
| Jugador                | Equipo            | Asistencias | Partidos | Prom. |
| ---------------------- | ----------------- | ----------- | -------- | ----- |
| Matías Abaldo          | Defensor Sporting | 4           | 5        | 0.4   |
| Jonathan Urretaviscaya | Juventud          | 4           | 6        | 0.67  |
| Exequiel Mereles       | Nacional          | 3           | 5        | 0.6   |
| Lucas Sanseviero       | Danubio           | 3           | 6        | 0.5   |
| Maximiliano Gómez      | Defensor Sporting | 2           | 4        | 0.5   |

## Récords
- Primer gol del Torneo Intermedio: Thiago Espinosa de  Racing contra  Boston River (23 de mayo de 2025)

- Último gol del Torneo Intermedio: (6 de julio de 2025)

- Mayor número de goles marcados en un partido: 6 goles: (4–2) en el  Defensor Sporting vs.  Liverpool (14 de junio de 2025)

- Mayor victoria local: (3–0)  Peñarol vs.  Defensor Sporting (07 de junio de 2025), (4–1)  Nacional vs.  Juventud (18 de junio de 2025), (3–0)  Racing vs.  Progreso (22 de junio de 2025)

- Mayor victoria visitante: (1–3) en el  River Plate vs.  Peñarol (15 de junio de 2025), (0–2) en el  Miramar Misiones vs.  Nacional (21 de junio de 2025)

- Mayor racha invicta: 7  Nacional.

- Mayor racha de victorias: 7  Nacional.

- Mayor racha de partidos sin ganar: 5  River Plate,  Miramar Misiones,  Plaza Colonia,  Cerro Largo.

- Mayor racha de derrotas: 4  River Plate,  Miramar Misiones.